# Vendegies-sur-Écaillon
Vendegies-sur-Écaillon é uma comuna francesa na região administrativa de Altos da França, no departamento do Norte. Estende-se por uma área de 9.98 km². Em 2010 a comuna tinha 493 habitantes (densidade: 49,4 hab./km²).